# Лунка-Мурешулуй (Алба)
Лунка-Мурешулуй (рум. Lunca Mureșului) — село у повіті Алба в Румунії. Адміністративний центр комуни Лунка-Мурешулуй.
Село розташоване на відстані 279 км на північний захід від Бухареста, 46 км на північний схід від Алба-Юлії, 45 км на південний схід від Клуж-Напоки.

## Населення
За даними перепису населення 2002 року у селі проживали 2115 осіб.
Національний склад населення села:
| Національність | Кількість осіб | Відсоток |
| -------------- | -------------- | -------- |
| румуни         | 1185           | 56,0%    |
| угорці         | 752            | 35,6%    |
| цигани         | 178            | 8,4%     |

Рідною мовою назвали:
| Мова      | Кількість осіб | Відсоток |
| --------- | -------------- | -------- |
| румунська | 1276           | 60,3%    |
| угорська  | 789            | 37,3%    |
| циганська | 50             | 2,4%     |